# Blackout v Severní Americe (2003)

Satelitní snímek ukazující pokles světelné aktivity na severovýchodě USA v době blackoutu

Blackout v Severní Americe v srpnu 2003 byl největší výpadek dodávky elektřiny v historii Spojených států amerických, který rozsahem překonal i proslulý blackout v listopadu 1965. V postižené oblasti žije okolo 55 milionů lidí a zahrnuje americké státy Connecticut, Massachusetts, Michigan, New Jersey, New York, Ohio, Pensylvánie, Vermont a kanadskou provincii Ontario.
Proud vypadl 14. srpna 2003 v 16:10 místního času. Mnoho lidí uvízlo ve výtazích a soupravách metra, kvůli nefunkčním semaforům se zastavila pouliční doprava, nejezdily elektrifikované vlaky Amtrak a byla uzavřena většina letišť, v horkém počasí nefungovala klimatizace, mobilní telefony byly bez signálu, musela být zrušena řada kulturních a sportovních akcí, věznice a nemocnice jely na nouzové generátory, z bezpečnostních důvodů bylo nařízeno odstavení jaderných elektráren. Docházelo k požárům od svíček, byly zaznamenány i případy rabování, ale nebylo jich tolik jako při předcházejících blackoutech. V New Yorku a dalších velkoměstech byla v té době pouhým okem viditelná Mléčná dráha. Dodávka proudu začala být postupně obnovována od večera 15. srpna, ale omezení provozu elektráren a průmyslových podniků trvala až do 28. srpna.
Podle zprávy vyšetřovací komise byla příčinou výpadku programátorská chyba systému EMS v elektrárně firmy FirstEnergy v Eastlake (stát Ohio). Závada nebyla včas oznámena a kvůli špatné komunikaci nastal dominový efekt. Celková škoda způsobená blackoutem se odhaduje na šest miliard dolarů.